# Achille de Lauzières
Achille De Lauzières (Napoli, 1818 – Parigi, 1894) è stato un librettista, giornalista e traduttore italiano di origine francese.

## Biografia
Di origine francese, discendente del marchese de Lauzières de Thémines, nacque a Napoli nel 1818.
Scrisse libretti per autori come Giuseppe Winter, Gaetano Braga, Teodulo Mabellini, Luigi Gordigiani, Friedrich von Flotow, Felipe Pedrell, Paolo Serrao e altri. Tradusse in italiano il Don Carlo di Giuseppe Verdi, Dinorah di Giacomo Meyerbeer, Faust e La Reine de Saba di Charles Gounod, Martha di Friedrich von Flotow etc.
Fu anche giornalista, critico musicale della "Patrie", collaboratore dell "Art musical" per molti anni corrispondente parigino della "Gazzetta musicale di Milano". È stato anche, con vari capitoli, uno dei coautori, del libro Usi e costumi di Napoli e contorni descritti e dipinti, illustrato da valenti artisti, curato e pubblicato da Francesco De Bourcard in due volumi le cui prime edizioni sono rispettivamente del 1853 e del 1858. Tale opera rimane tuttora uno dei riferimenti di maggior valore per lo studio dei caratteri e delle usanze popolari della Napoli del tempo. 
Nel 1846, ventisettenne, a Napoli, da Amelia Sartori ebbe un figlio di nome Oscar Federico Giuseppe. Morì a Parigi nel 1894.

## Opere
sugli usi e costumi locali
- Francesco De Bourcard (a cura di), Usi e costumi di Napoli e contorni descritti e dipinti, Napoli, Marotta & Marotta, 2002, SBN MOL0069720.
- Gaetano Nobile (a cura di), giornate 1-3, in Descrizione della città di Napoli e delle sue vicinanze divisa in XXX giornate..., Stab. Tipografico di Gaetano Nobile, 1855, SBN NAP0109035. URL consultato il 12 febbraio 2017.

libretti 
- Il ritratto commedia lirica in due atti poesia di Achille de Lauzières, Internet Archive, 1858, OCLC 740281416.
- Il gemello commedia lirica in due atti poesia del sig. De Lauzières, Internet Archive, 1845, OCLC 747331409.
- (FR) Aben-Hamet; opéra en quatre actes et prologue, de Léonce Détroyat et A. de Lauzières, Internet Archive, 1884, OCLC 917143083.

traduzioni
- Don Carlo; opera in cinque atti. Parole di Méry e Camillo di Locle. Musica di G. Verdi, Internet Archive, 1882, OCLC 963217758.